# Figlie povere di San Giuseppe Calasanzio
Le Figlie Povere di San Giuseppe Calasanzio sono un istituto religioso femminile di diritto pontificio: le suore di questa congregazione, dette Calasanziane, pospongono al loro nome la sigla F.P.S.G.C.

## Storia
Le Calasanziane vennero fondate a Firenze da Maria Anna Donati (1848-1925) sotto la guida di Celestino Zini, superiore provinciale degli scolopi e arcivescovo eletto di Siena: il 24 giugno 1889 la Donati e quattro compagne ricevettero l'abito religioso dalle mani di Zini dando formalmente inizio alla congregazione che ottenne l'approvazione diocesana dal cardinale Agostino Bausa, arcivescovo di Firenze, il 21 settembre 1892.
Il fine delle religiose era l'educazione dei fanciulli, specie dei più poveri, degli abbandonati e dei figli dei carcerati; la loro prima scuola venne inaugurata il 28 dicembre 1889, mentre il 22 giugno 1891 le suore accolsero la prima orfana.
L'istituto ricevette l'approvazione definitiva da papa Pio X il 18 dicembre 1911 e le sue costituzioni vennero approvate da papa Benedetto XV il 28 febbraio 1920.
La fondatrice (in religione madre Celestina della Madre di Dio) è stata beatificata il 30 marzo 2008.

## Attività e diffusione
Le Calasanziane si dedicano all'istruzione e all'educazione cristiana della gioventù.
Sono presenti in Italia e Brasile: la sede generalizia è a Firenze.
Al 31 dicembre 2005 l'istituto contava 99 religiose in 19 case.